# Lagenocarpus velutinus
Lagenocarpus velutinus är en halvgräsart som beskrevs av Christian Gottfried Daniel Nees von Esenbeck. Lagenocarpus velutinus ingår i släktet Lagenocarpus och familjen halvgräs. Inga underarter finns listade i Catalogue of Life.